# Euplectrotettix
Euplectrotettix is een geslacht van rechtvleugeligen uit de familie veldsprinkhanen (Acrididae). De wetenschappelijke naam van dit geslacht is voor het eerst geldig gepubliceerd in 1900 door Bruner.

## Soorten
Het geslacht Euplectrotettix omvat de volgende soorten:
- Euplectrotettix conspersus Bruner, 1900
- Euplectrotettix costistriga Walker, 1870
- Euplectrotettix ferrugineus Bruner, 1900
- Euplectrotettix prasinus Bruner, 1900
- Euplectrotettix schulzi Bruner, 1900
- Euplectrotettix scyllinaeformis Bruner, 1911